# William James Sawyer
William James Sawyer, né en 1870 à Liverpool (Angleterre) et mort en 1940, mieux connu simplement comme « WJ », est comptable et devient secrétaire de la Compagnie du Canal Leeds-Liverpool. 

## Biographie
Il joue un rôle prépondérant dans les milieux du football du Merseyside pendant 30 ans. Il contribue à la formation du South Liverpool Football Club, qui en 1914 joue dans le même championnat que Tranmere Rovers, Chester City ou Accrington Stanley entre autres. Il devient secrétaire et manager d'Everton en 1918-19 dirigeant le club dans des moments difficiles après la Première Guerre mondiale jusqu'à sa démission en raison d'engagements professionnels. Il reste parmi le comité de direction pendant une décennie et préside le Comité financier. En 1925, il participe à la venue de Dixie Dean au club. Il aide ensuite la formation du Wigan Borough FC (précurseur de Wigan Athletic). En 1933, il devient secrétaire et directeur à New Brighton AFC.
Il meurt le 27 juin 1940 et est enterré dans le cimetière d'Anfield.